# 杜芳 (崇禎進士)
杜芳（？—？），字實夫，號月湖，北直隸大名府長垣縣人，明末清初政治人物。

## 生平
崇禎十二年（1639年）己卯科中式順天鄉試第二十九名舉人，崇禎十六年（1643年）癸未科會試第一百十七名，三甲第一百九十八名進士，吏部觀政。清初征授翰林院庶吉士。颖悟绝伦，少以《复见天心论》受知于学使左忠毅公光斗，名重一时。顺治丙戌分校礼闱，得人最盛，大学士魏裔介为其房首，已而念母年高，请辞归，病卒道中，著有《菊有斋集》。

## 家族
曾祖杜夢書。祖父杜朗。父杜规矩。子杜皇甫，順治乙未進士。